# Steve Olfers
Steve Olfers, né le 25 février 1982, est un footballeur néerlandais évoluant au poste de défenseur central.

## Biographie
Steve Olfers joue 10 matchs en Ligue des champions avec le club danois d'Aalborg lors de la saison 2008-2009.

## Palmarès
- Champion du Danemark en 2008 avec l'Aalborg BK
- Finaliste de la Coupe du Danemark en 2009 avec l'Aalborg BK